# Chu Hữu Văn
Chu Hữu Văn (tiếng Trung: 朱友文; bính âm: Zhū Yǒuwén, ? - 912), nguyên tên là Khang Cần (康勤), tên tự Đức Minh (德明), là một thân vương của triều Hậu Lương thời Ngũ Đại Thập Quốc trong lịch sử Trung Quốc. Ông là nghĩa tử của hoàng đế khai quốc Hậu Lương Thái Tổ, được xem là người kế vị tiềm năng. Tuy nhiên, vào năm 912, Dĩnh vương Chu Hữu Khuê hành thích Thái Tổ và đưa Chu Hữu Văn vào chỗ chết.

## Thân thế
Khi còn trẻ, Chu Hữu Văn có dung mạo tuấn tú, hiếu học, thiện đàm luận, rất có tài làm thơ. Ông trở thành con nuôi của Chu Toàn Trung và đổi tên thành Chu Hữu Văn, trước khi Chu Toàn Trung trở thành tiết độ sứ của bốn trấn vào năm 901 sau đó Chu Toàn Trung cho Chu Hữu Văn giữ chức độ chi, diêm-thiết chế trí sứ. Chu Hữu Văn là con thứ hai của Chu Toàn Trung, anh cả là Chu Hữu Dụ (朱友裕) qua đời trước khi Hậu Lương được thành lập. Trong các chiến dịch chinh phục các quân xung quanh của Chu Toàn Trung, Chu Hữu Văn chịu trách nhiệm thu thuế và quản lý tài chính để tiếp tế cho binh sĩ. Theo ghi chép thì Chu Toàn Trung quý mến ông hơn hai người con đẻ là Chu Hữu Khuê và Chu Hữu Trinh.

## Phụng sự Hậu Lương Thái Tổ
Năm 907, Chu Toàn Trung buộc Đường Ai Đế phải thiện nhượng cho mình, kết thúc triều Đường và mở đầu triều Hậu Lương, Chu Toàn Trung trở thành Hậu Lương Thái Tổ. Hậu Lương Thái Tổ phong vương cho các hoàng tử, Tuyên Vũ tiết độ phó sứ Chu Hữu Văn được phong là Bác vương, được bổ nhiệm giữ chức Khai Phong doãn, phán viện sự, cai quản Kiếm Xương viện (chịu trách nhiệm về tài chính). Sau khi Hậu Lương Thái Tổ chính thức chọn Lạc Dương làm kinh đô, Khai Phong trở thành Đông đô, Chu Hữu Văn trở thành Đông đô lưu thủ. Theo ghi chép, từ sau thời điểm đó, Chu Hữu Văn thường dành thời gian vào việc uống rượu và không còn lưu tâm đến nhiệm vụ như trước kia.
Năm 911, sau khi Hậu Lương Thái Tổ triệu Thái châu thứ sử Trương Thận Tư (張慎思) đến Lạc Dương, Lưu Hành Tông (劉行琮) tiến hành binh biến và chuẩn bị dẫn loạn binh chạy sang Hoài Nam, Vương Tồn Nghiễm (王存儼) giết Hành Tông và tự quản lý châu sự. Chu Hữu Văn không hài lòng trước việc này và phát binh tiến công, song Hậu Lương Thái Tổ khi hay tin thì chỉ ra rằng nếu làm vậy thì Vương Tồn Nghiễm sẽ chạy sang Hoài Nam, vì thế phái người đến ngăn Chu Hữu Văn.
Sau khi chiến bại trong một chiến dịch chống Tấn vào mùa xuân năm 912, Hậu Lương Thái Tổ lâm bệnh và giành mùa hè năm 912 để dưỡng bệnh tại Ngụy châu. Trong lúc Hậu Lương Thái Tổ dưỡng bệnh, Chu Hữu Văn tới Ngụy châu để thăm vua cha và mời vua cha đến thăm Đại Lương (tức Khai Phong). Hậu Lương Thái Tổ chấp thuận, và sau đó qua Đại Lương trước khi trở về Lạc Dương.

## Bị giết
Trong khi đó, theo ghi chép thì từ sau khi Trương thị qua đời, Hậu Lương Thái Tổ ngày càng trở nên dâm loạn, đến nỗi khi các hoàng tử đi xa làm nhiệm vụ, ông liền triệu các con dâu vào cung để thị tẩm (hầu ngủ). Vợ của Chu Hữu Văn là Vương thị được mô tả là đặc biệt xinh đẹp, được Hậu Lương Thái Tổ sủng ái, điều này góp phần khiến cho Hậu Lương Thái Tổ ngày càng tin tưởng Chu Hữu Văn, dự định cho Chu Hữu Văn kế vị. Chu Hữu Khuê đang giữ chức Tả hữu Khống Hạc đô chỉ huy sứ đặc biệt ghen tị với sự yêu mến mà vua cha thể hiện với Chu Hữu Văn.
Vào mùa hè năm 912, sau khi trở về Lạc Dương, Hậu Lương Thái Tổ lâm bệnh nặng, Hoàng đế khiển Vương đến Đại Lương để triệu Chu Hữu Văn hồi kinh, có ý giao lại hoàng vị cho ông. Vợ của Chu Hữu Khuê là Trương thị cũng có mặt trong cung và biết được chuyện này, bà mật báo cho Chu Hữu Khuê.
Đêm 18 tháng 7, Chu Hữu Khuê đem quân tiến vào hoàng cung và hành thích Hậu Lương Thái Tổ. Chu Hữu Khuê không công bố về việc phụ hoàng qua đời, sai Cung phụng quan Đinh Chiêu Phổ (丁昭溥) đem chiếu chỉ giả đến Đông đô, lệnh cho Chu Hữu Trinh giết Chu Hữu Văn, Chu Hữu Trinh làm theo thánh chỉ. Sau đó, Chu Hữu Khuê đổ tội hành thích cho Chu Hữu Văn, rồi lên ngôi. Sau khi Chu Hữu Trinh lật đổ Chu Hữu Khuê vào năm 913 và tức vị, ông ta phục hồi thanh danh và quan tước cho Chu Hữu Văn.